# Guaca (Santander)
Guaca es un municipio colombiano ubicado en el departamento de Santander; forma parte de la provincia de García Rovira.

## División Político-Administrativa
Además de su cabecera municipal, Guaca tiene bajo su jurisdicción el centro poblado de Baraya.

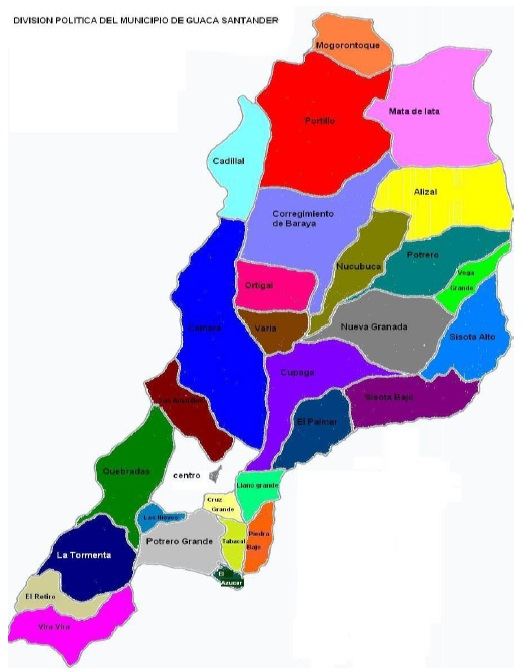
Veredas de Guaca

Tiene las siguientes veredas: Alizal, Azúcar, Cadillal, Cámara, Centro, Cruz Grande, Cupaga, El Potrero, El Retiro, Las Amarillas, Las Nieves, Llano Grande, Mata de Lata, Mogorontoque, Nucubuca, Nueva Granada, Ortigal, Palmar, Piedra Bajo, Portillo, Potrero Grande, Quebradas, Sisota Alto, Sisota, Bajo,Tabacal, Tormenta, Varia, Vega Grande y Vira Vira.

## Geografía

### Límites del municipio
Limita territorialmente por el norte con el municipio de Santa Barbará y el departamento de Norte de Santander; por el este con los municipios de Cerrito y San Andrés; por el sur con los municipios de San Andrés y Cepita y por el oeste con los municipios de Santa Barbará y Piedecuesta.
Extensión total: aproximadamente de 382 km²
Extensión área urbana: constituida por 494 predios, con un área de terreno de 44,09 ha y una población de 1677 habitantes (según SISBEN ajustado del 2018)
Extensión área rural: 2.216 predios con 30.085,65 ha, con una población de 4883 habitantes (según SISBEN ajustado de 2018). Y distribuida en 30 veredas
Altitud de la cabecera municipal (m s. n. m.): promedio de 2.401
Temperatura media: 14 °C
Distancia de referencia: Guaca- Bucaramanga: 87 km ; Guaca-El Término: 18 km; Guaca - San Andrés: 12 km; Guaca – Málaga: 63 km

## Fauna y ecología

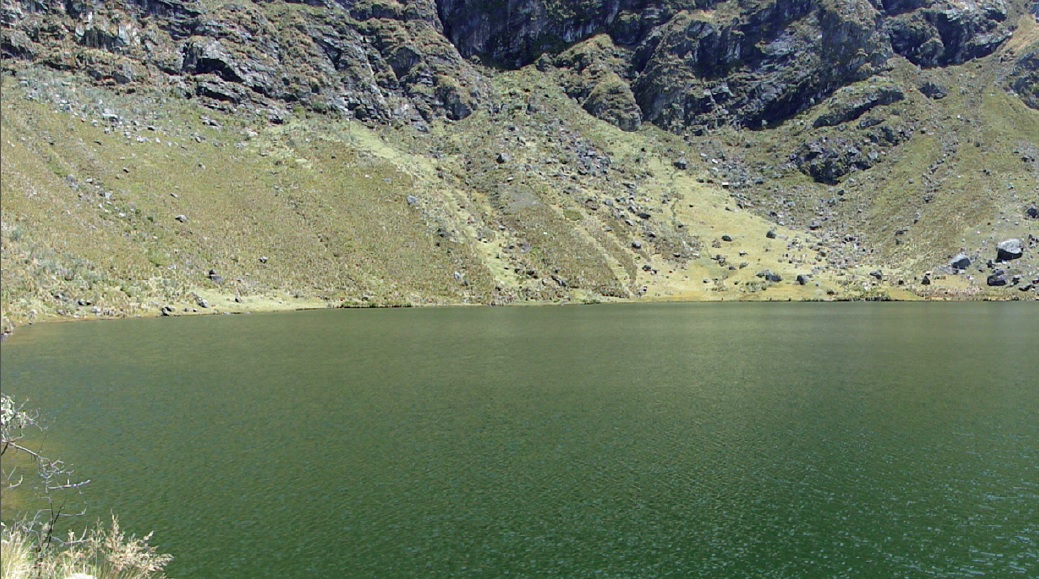
Laguna de Sumana.

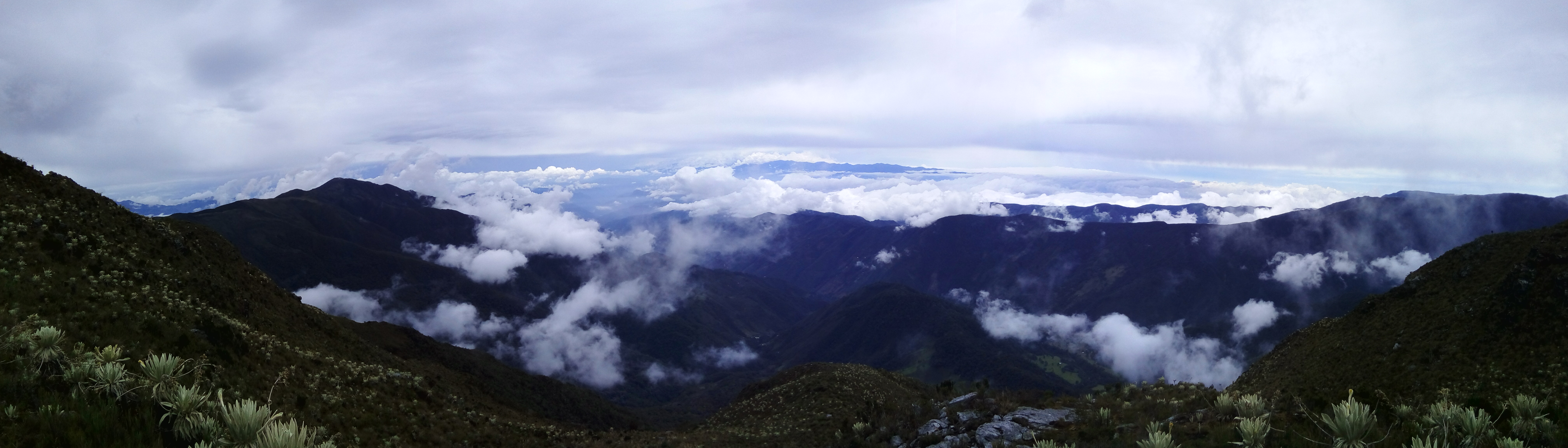
Vista del Páramo de Santurbán entre Santa Bárbara y Guaca, Santander.

Hidrográficamente hace parte de dos grandes cuencas que se encargan de colectar y evacuar la totalidad de las aguas de escorrentía. La cuenca del río Magdalena, que recibe la mayoría de los caudales, y la del río Arauca que recibe las aguas del norte del municipio después de un recorrido por el nororiente del país. 
La fauna se puede considerar como escasa debido a la falta de cobertura natural, por la influencia antrópica negativa. Estos factores han causado disminución en la variedad, número y cantidad de especies. Entre los mamíferos se cuentan: zorros, tinajo, ardilla, conejo, fara y comadreja. Entre las aves: turpiales, copetones, siotes, guañuces, mirlas, toches, perdices. Entre los reptiles : lagartijas y serpientes. Peces: trucha, jaboneros, chocas.

## Economía del municipio
Su economía se soporta principalmente en el sector primario; específicamente sobre las actividades agrícolas y pecuarias, que ocupan a la población económicamente activa del municipio. En el ámbito agrícola se identifican como los productos más representativos la papa, el maíz, el fríjol y la cebolla.

## Turismo
En Guaca se pueden realizar diferentes actividades turísticas; turismo ecológico de caminatas a las afueras de municipio, visitar el río Guaca, y los sitios de El Salado, La Aurora, Tres Cruces y el Sagrado Corazón.